# Dreadlocks

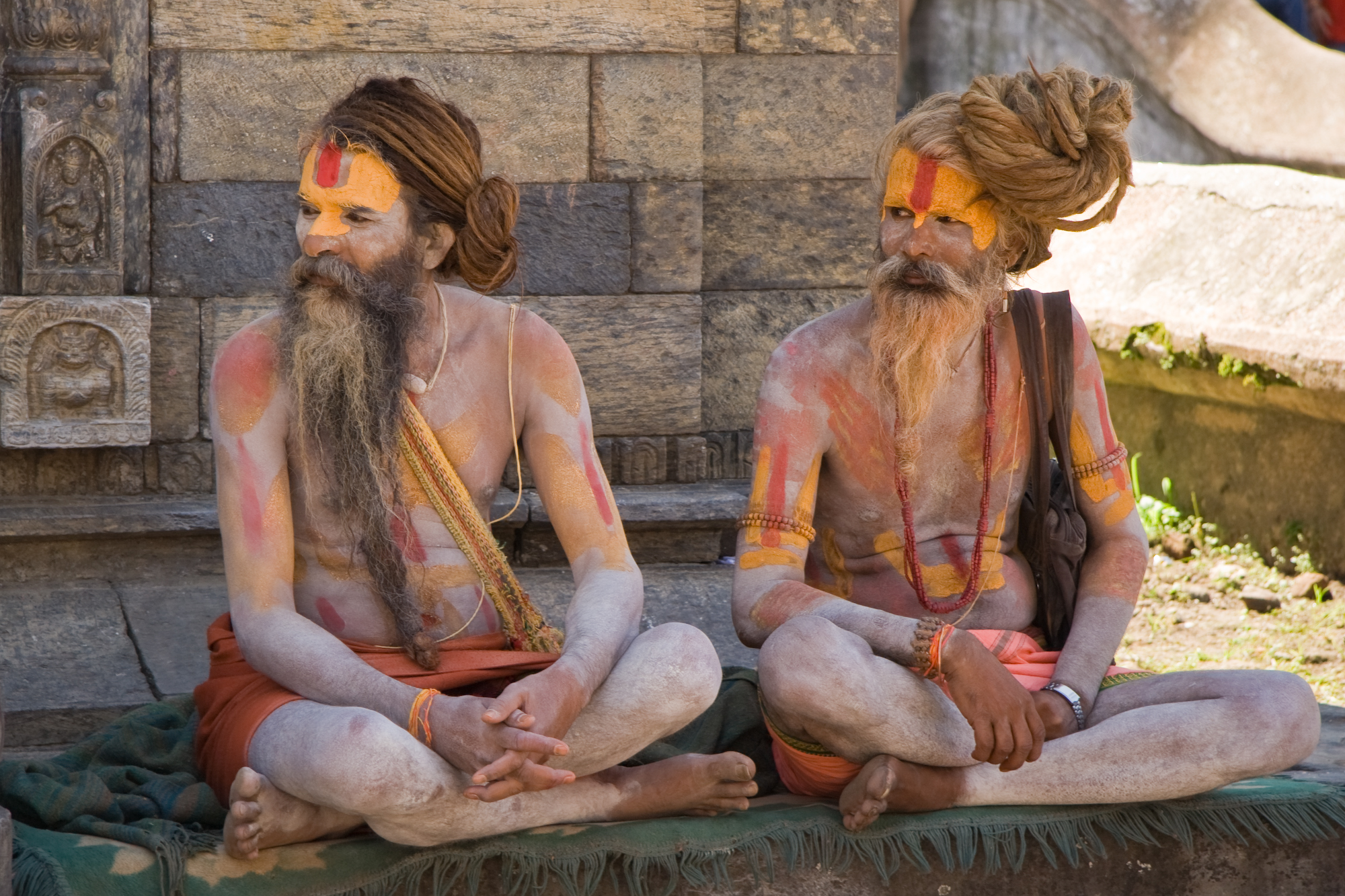
Due sadhu (monaci ascetici) con i dread nel tradizionale stile jaṭā

I dreadlock o dread (in hindī जटा, jaṭā), anche noti in italiano come rasta, sono composti da tanti nodi nei capelli che costituiscono appunto i dread, e si possono ottenere in diversi modi, uno dei quali sta nel non pettinarsi né tagliarsi i capelli per un tempo molto lungo: così si formano dei lock (letteralmente "ciocche", a intendere ciocche di capelli annodati) che con il tempo è impossibile sciogliere.

## Origini

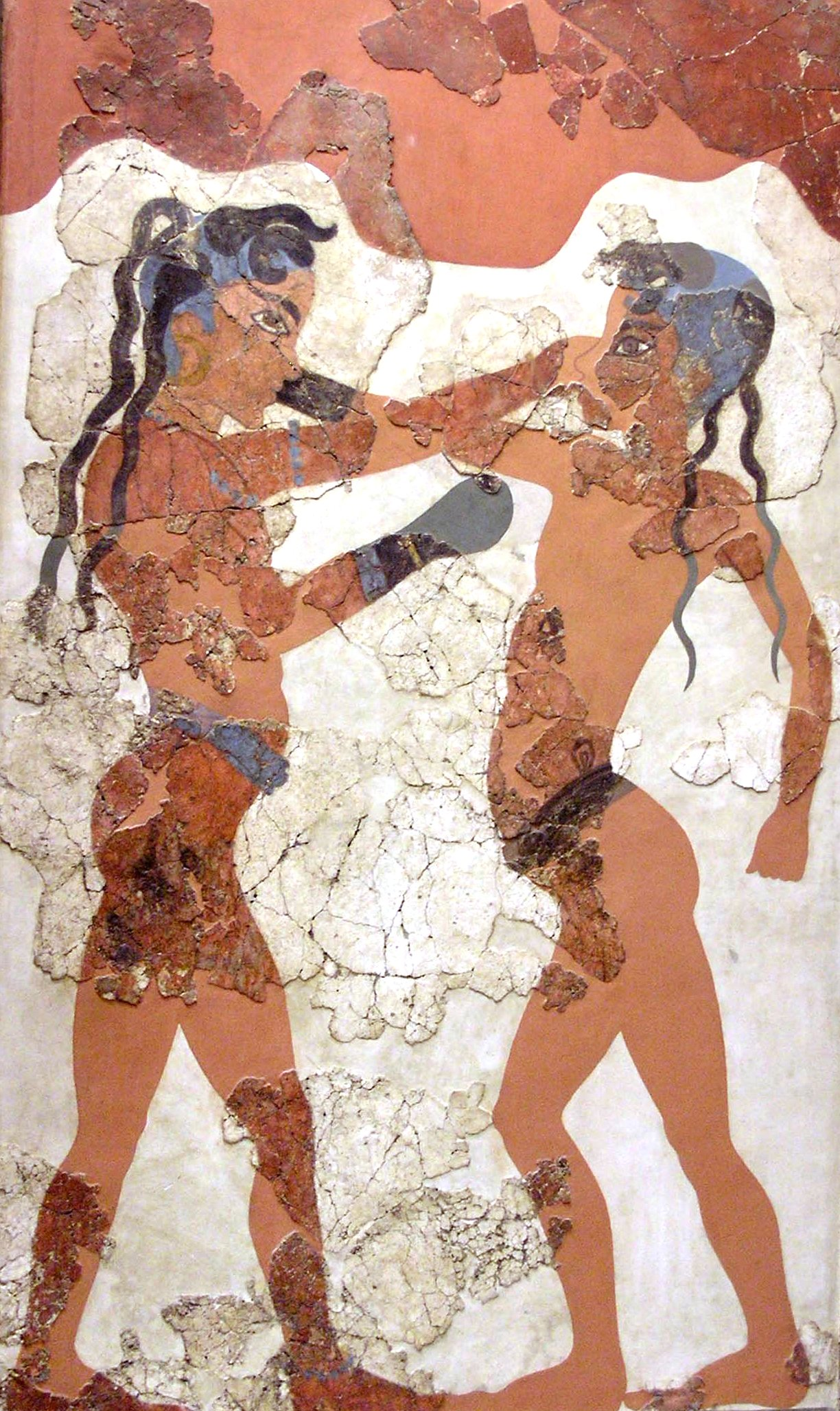
Giovani pugili con lunghi dreadlock raffigurati su un affresco di Akrotiri (moderna Santorini, Grecia) nel 1500-1600 aC

Alcune delle prime raffigurazioni di dreadlock risalgono al 1500 a.C. nella civiltà minoica, una delle prime civiltà europee, con sede a Creta (ora parte della Grecia). Gli affreschi scoperti sull'isola egea di Thera (l'odierna Santorini) raffigurano individui con lunghi capelli intrecciati o lunghi dreadlock.
Acconciature e parrucche analoghe ai dreadlock sono state rinvenute su bassorilievi, statue e altri manufatti risalenti all'antico Egitto, nonché in alcune mummie.
Durante l'Età del Bronzo e l'Età del Ferro molti popoli del Vicino Oriente, dell'Asia Minore, del Caucaso, del Mediterraneo orientale e del Nord Africa come i Sumeri, gli Elamiti e gli antichi egizi erano raffigurati con capelli e barbe intrecciati. Tuttavia, in tali raffigurazioni non è sempre possibile distinguere se si tratti di semplici trecce o dreadlock.

### Etimologia
La storia del termine "dreadlocks" non è chiara. Alcuni autori hanno ipotizzato che la componente "dread", "terrore" in inglese, potrebbe riferirsi alla reazione dei soldati britannici all'incontro con combattenti Mau-Mau che portavano questa acconciatura. I dreadlock sono anche un simbolo dei rastafariani, che credono rappresentino una pettinatura biblica usata come simbolo di devozione dai nazirei, come descritto nella Bibbia, Numeri 6:1–21.
Va comunque ricordato che, essendo i dreadlock ciocche di capelli annodate, la loro comparsa coincide comunque con la comparsa dell'uomo nella preistoria, dove di certo mancava la quotidiana cura dell'aspetto estetico e strumenti atti a districare le chiome di questi primi individui.

## Nella cultura
I dreadlocks compaiono per vari motivi in diverse culture, e sono stati oggetto di dibattiti sul tema dell'appropriazione culturale.

### Africa
I guerrieri Maasai sono noti per i loro dreadlocks rossi lunghi, sottili, tinti con estratti di radice rossa o ocra rossa. In Nigeria, alcuni bambini nascono con i capelli naturalmente annodati e sono chiamati dalla parola yoruba Dada in inglese nigeriano.

### Australia
Alcuni indigeni del Nord Ovest e Nord Australia, storicamente, hanno usato l'acconciatura dreadlock per i capelli, e talvolta anche per le barbe. Tradizionalmente, alcuni lasciano i dreadlock sciolti, mentre altri li avvolgono intorno alla testa o li legano nella parte posteriore della testa. Nell'Australia centro-settentrionale, la tradizione vuole che i dreadlocks siano unti di grasso e ricoperti di ocra rossa, che aiuta nella loro formazione.

### Buddismo
All'interno del buddismo tibetano e di altre forme più esoteriche di buddismo, le ciocche sono state occasionalmente sostituite alla più tradizionale testa rasata. Il più riconoscibile di questi gruppi è la tradizione Ngagpa del Tibet. Per i buddisti di queste particolari sette e gradi di iniziazione, i capelli annodati non sono solo un simbolo dei loro voti, ma un'incarnazione dei poteri che hanno giurato di portare. L'1.4.15 dell'Hevajra Tantra afferma che il praticante di certe cerimonie "dovrebbe sistemarsi i suoi capelli raccolti" come parte del protocollo cerimoniale.

### Europa
La plica polonica era così endemica nella confederazione polacco-lituana che ne ispirò il nome latino.

### Induismo
La pratica dello Jaṭā (ovvero del portare i dreadlocks) è presente nell'induismo moderno, in particolare nei Sadhu che seguono Śiva. I Kapalika, citati per la prima volta nel VI secolo d.C., vedevano gli Jaṭā come una forma di imitazione della divinità del deva Bhairava - Śiva. Shiva è spesso raffigurato con i dreadlocks.

### Rastafari
I dreadlocks del movimento Rastafari sono il simbolo del Leone di Giuda, storicamente presente in alcune versioni della bandiera etiope. I Rastafari sostengono che Hailé Selassié sia un diretto discendente di re Salomone e della regina di Saba, attraverso il loro figlio Menelik I. I loro dreadlocks erano ispirati ai nazirei della Bibbia.
La coltivazione della pratica dei dreadlocks nel successivo movimento Rastafari stabilì una connessione più stretta tra le persone.
Quando la musica reggae che sposava gli ideali rastafariani guadagnò popolarità e accettazione mainstream negli anni '70 grazie all'influenza culturale di Bob Marley, i dreadlocks (spesso chiamati "dreads") divennero una dichiarazione di moda nota in tutto il mondo; sono stati portati da importanti autori, attori, atleti e rapper.

### Nello sport
Nel football americano professionistico, il numero di giocatori con i dreadlock è aumentato da quando Al Harris e Ricky Williams hanno esibito lo stile per la prima volta negli anni '90. Nel 2012, circa 180 giocatori della National Football League portavano i dreadlock. Un numero significativo di questi giocatori sono defensive back, che hanno meno probabilità di essere placcati rispetto ai giocatori d'attacco.
Nell'NBA c'è stata polemica sul playmaker dei Brooklyn Nets Jeremy Lin, un asiatico-americano che ha ricevuto alcune critiche per i suoi dreadlock. L'ex giocatore della NBA Kenyon Martin ha accusato Lin di appropriarsi della cultura afroamericana in un post sui social media in seguito cancellato. In risposta, Lin ha osservato che Martin ha alcune lettere cinesi tatuate sul suo corpo.

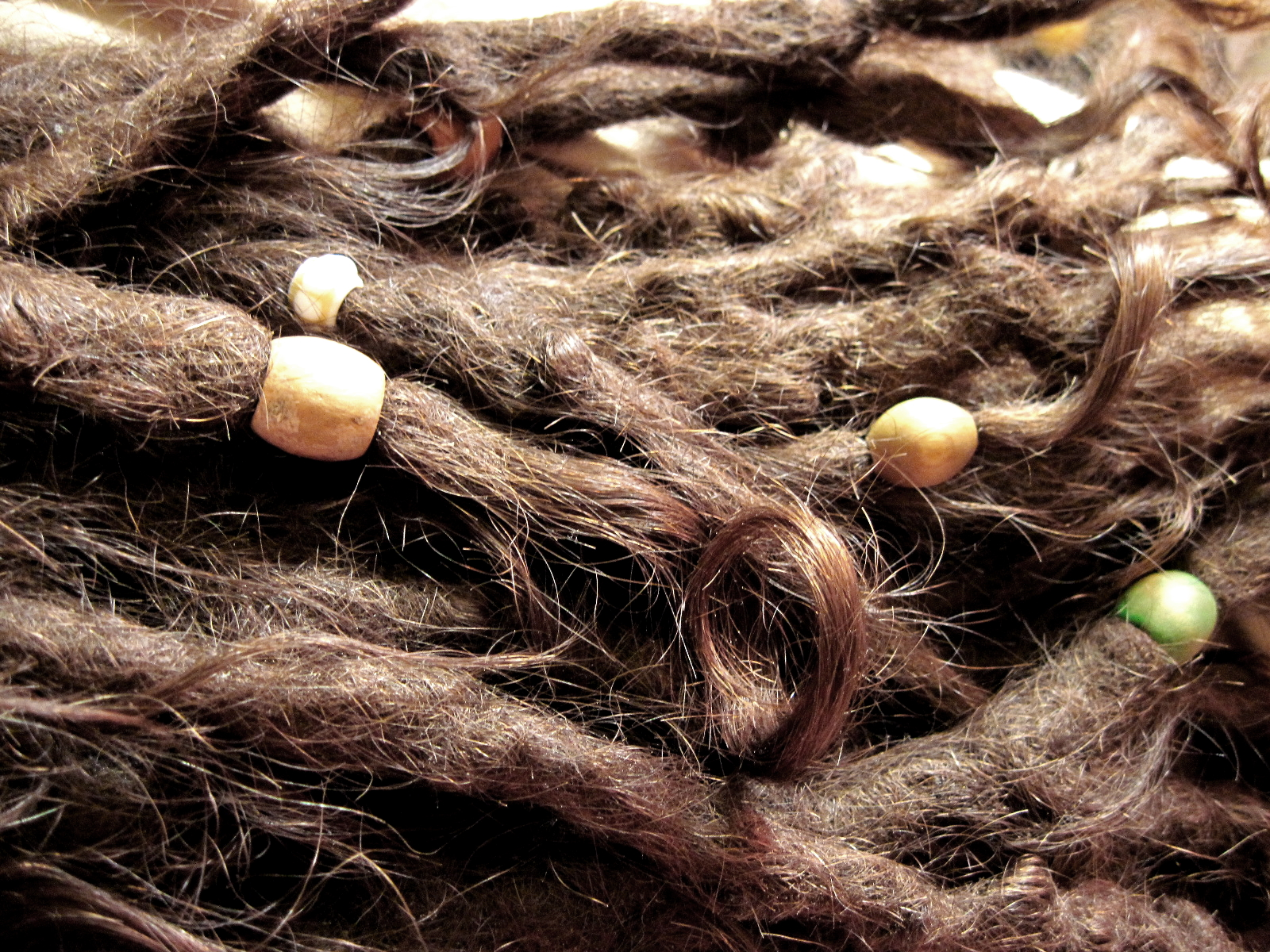
Dreadlocks di un hippie decorati con perline

## Guinness dei primati
Il Guinness dei primati ha confermato la sua categoria di "dreadlocks più lunghi" a una sola persona: Asha Mandela nel 2009 con una lunghezza di 5,96 m. Da allora tale categoria è chiusa.